# Bethel Park
Bethel Park es una municipalidad ubicada en el condado de Allegheny en el estado estadounidense de Pensilvania. En el año 2010 tenía una población de 32 313 habitantes y una densidad poblacional de 1066.44 personas por km².

## Geografía
Bethel Park se encuentra ubicada en las coordenadas 40°19′38″N 80°2′15″O / 40.32722, -80.03750.

## Demografía
Según la Oficina del Censo en 2000 los ingresos medios por hogar en la localidad eran de $53 791 y los ingresos medios por familia eran $64 390. Los hombres tenían unos ingresos medios de $47 876 frente a los $32 351 para las mujeres. La renta per cápita para la localidad era de $25 867. Alrededor del 3.7% de la población estaba por debajo del umbral de pobreza.